# David Simonson
David Simonson  (* 15. März 1831 in Dresden; † 8. Februar 1896 ebenda) war ein deutscher Porträt- und Historienmaler und Begründer der privaten „Akademie für Zeichnen, Malen und Modellieren“ in Dresden.

## Leben und Werk
David Simonson, zweiter Sohn des jüdischen Schächters Aaron Simonso(h)n und der Henriette Wollheim (1797–1848) aus Lissa, wurde Schüler von Eduard Bendemann an der Kunstakademie in Dresden. 1852 erhielt Simonson den Michael-Beer-Preis von der Königlich Preussischen Akademie der Künste in Berlin. Dieser ermöglichte Simonson 1853 die Finanzierung eines einjährigen Studienaufenthaltes in Italien. In Rom wurde er Mitglied des Deutschen Künstlervereins. Seine Reise führte ihn weiter nach Ägypten und später lebte er einige Jahre in London, von wo aus er dann wieder nach Dresden zurückkehrte.
Simonson war seit 1865 Mitglied der „Montagsgesellschaft“. Zu dieser Zeit nannte das Verzeichnis des Debattierclubs für geistreiche Leute 54 Personen, zu denen unter anderem seine Malerkollegen Julius Hübner und Julius Schnorr von Carolsfeld, so wie auch die Schriftsteller Charles Edouard Duboc und Gustav Kühne, gehörten. Seit 1868 war Simonson ebenfalls Mitglied des „Literarischen Vereins“, einer im April 1863 gegründeten Gesellschaft zur Förderung von Literatur, Kunst und Wissenschaft. Außerdem war er Mitglied der Dresdner Kunstgenossenschaft. Simonson wohnte zu dieser Zeit in der Eliasstraße 2, der heutigen Güntzstraße, in Dresden.
Im Zeitraum zwischen 1860 und 1880 gründete David Simonson die „Akademie für Zeichnen, Malen und Modellieren“ in Dresden.  1896 führte dessen Sohn, Ernst Oskar Simonson-Castelli, die Akademie weiter. Nach dem Tod Simonson-Castellis führte Woldemar Winkler die Akademie von 1929 bis 1943 unter dem Namen Akademie für Zeichnen und Malen – Simonson-Castelli  als Leiter und Inhaber auf der Ostbahnstraße weiter.
In Dresden war das Klima in den gesellschaftlichen Zirkeln nicht unwesentlich durch die Präsenz und Ausstrahlung von Frauen geprägt. Die meisten hatten über ihre Väter, Ehemänner oder Brüder Zugang zur Kunstwelt erlangt, konnten aber nicht eine akademische Ausbildung, ähnlich der Ausbildungsmöglichkeiten für Männer an der Kunstakademie Dresden erhalten. 1895 gründete David Simonson die erste Malakademie für Damen in Dresden. Erst im Jahre 1900 wurde ein konkreter Auftrag einer „weiblichen Abteilung mit gesonderten Unterrichtsräumen“ in der Kunstgewerbeschule Dresden erteilt und um 1906 umgesetzt.

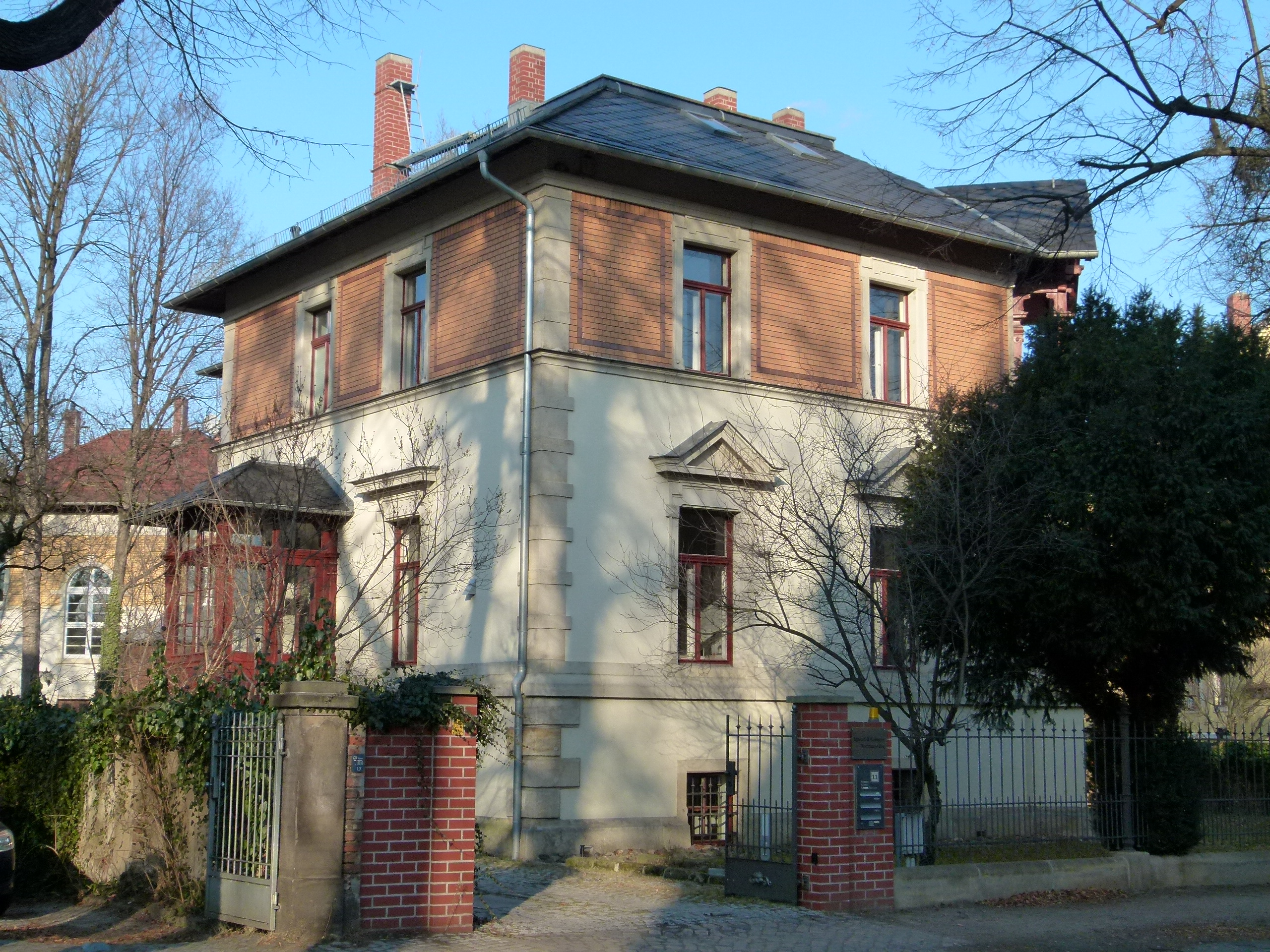
Gustav-Adolf-Straße 11, Dresden-Strehlen

Zuletzt wohnte er in der Gustav-Adolf-Straße 11 in Strehlen. Nach seinem Tod im Jahre 1896 wurde David Simonson auf dem Trinitatisfriedhof begraben.  Bilder von David Simonson befinden sich in Dresdner Museen.

## Familie
David Simonson war mit einer Nachfahrin der Dresdener Musiker- und Malerfamilie Castelli verheiratet, zu erwähnen der Maler Christian Gottlob Castelli (1741–1799) und der Porträtmaler Louis Anton Gottlob Castelli (1805–1849). In der Gemäldegalerie Neue Meister existiert ein Porträt seiner Frau aus dem Jahr 1867. Das Paar hatte mehrere Kinder. Die Tochter Henriette Simonson-Castelli (* 1860) heiratete den Maler und späteren Professor der Kunstakademie Gotthardt Kuehl (1850–1915). Der Sohn Ernst Oskar Simonson-Castelli (* 20. November 1864 in Dresden; † 27. September 1929 ebenda) wurde ebenfalls Maler.

## Werke (Auswahl)

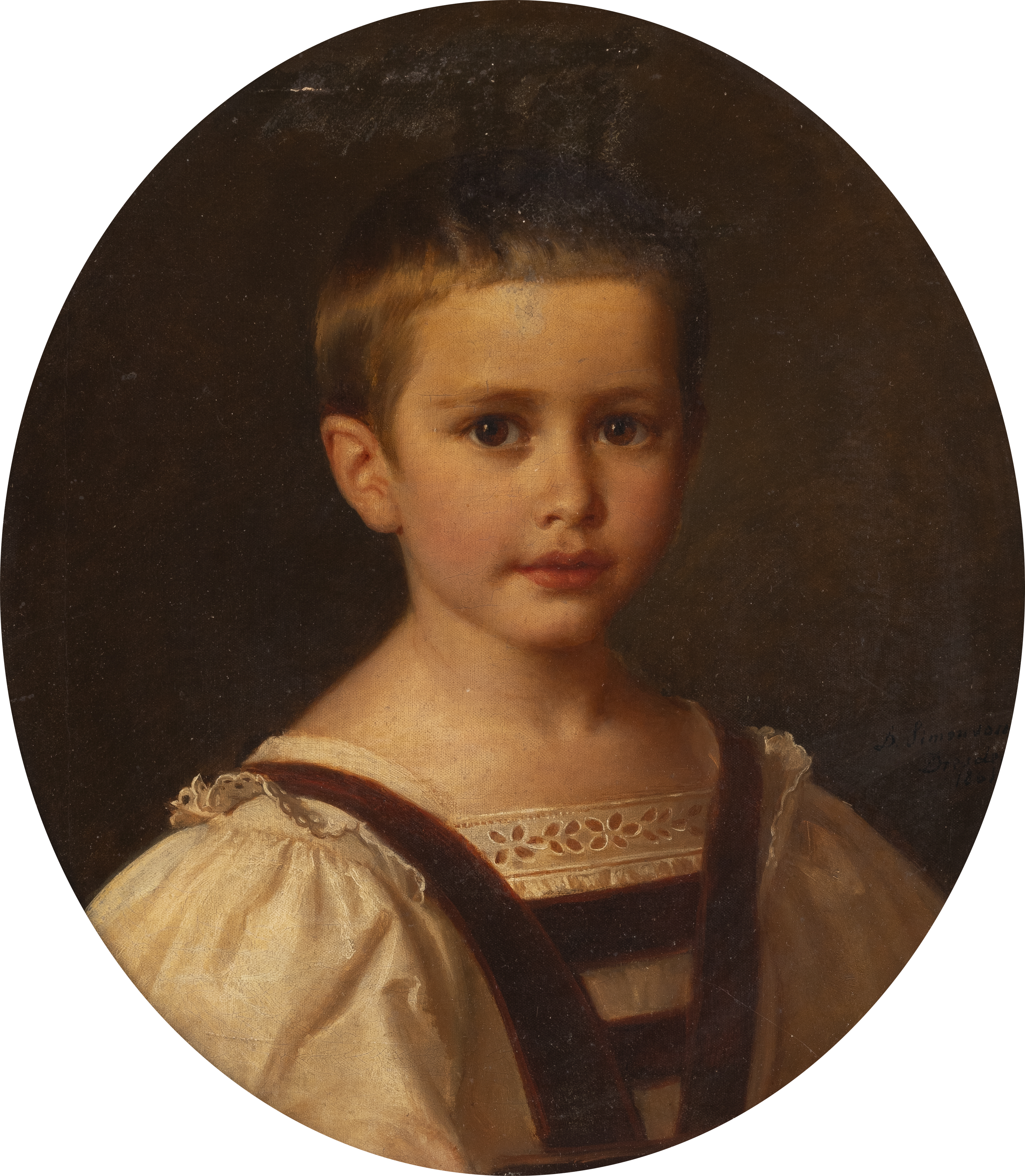
Kinderporträt 1861

- Hagar mit dem verschmachtenden Ismael
- David spricht vor Saul
- Die große Sphinx bei der Pyramide von Gizeh[11]
- Kahnfahrt, Erinnerung an Ägypten
- Junger Ägypter[12]
- Des Künstlers Gemahlin, geb. Castelli, 1867[13]
- Strickendes Mädchen
- Der auferstandene Christus. Fresco in der Stadtkirche zu Eibenstock, Vollendet 1870
- Die lustigen Weiber von Windsor, 1880.
- Brustbild eines Herren, 1889[14]